# Gracias a la vida
"Gracias a la vida" är en sång skriven av chilenskan Violeta Parra, en av personerna bakom rörelsen Nueva Canción. Den utgavs 1966 på albumet Las últimas composiciones (1966), hennes sista album innan hon begick självmord 1967.
År 1974 spelades sången in av Joan Baez på hennes spanskspråkiga album med samma namn.
Finländska sångerskan Arja Saijonmaa spelade in sången både på finska ("Miten voin kyllin kiittää") och svenska ("Jag vill tacka livet"). Hon sjöng den även på svenska under Olof Palmes begravning i mars 1986. Senare har flera artister och grupper sjungit in sången på svenska såsom Cumulus och Anna Stadling.